# Атенс (Охајо)
Атенс (енгл. Athens) град је у америчкој савезној држави Охајо.

## Демографија
По попису из 2010. године број становника је 23.832, што је 2.49 (11,7%) становника више него 2000. године.
| Група             | 2000.          | 2010.          |
| Белци             | 18.861 (88,4%) | 20.196 (84,7%) |
| Афроамериканци    | 816 (3,8%)     | 1.047 (4,4%)   |
| Азијати           | 954 (4,5%)     | 1.455 (6,1%)   |
| Хиспаноамериканци | 301 (1,4%)     | 576 (2,4%)     |
| Укупно            | 21.342         | 23.832         |